# Vila-sacra
Vila-sacra è un comune spagnolo situato nella comunità autonoma della Catalogna.